# Barron Trump

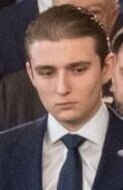
Barron William Trump (2025)

Barron William Trump (geboren am 20. März 2006) ist der jüngste Sohn von Donald Trump, dem 45. und 47. Präsidenten der Vereinigten Staaten, und seiner dritten Frau, der First Lady Melania Trump.
Während der ersten Präsidentschaft seines Vaters blieb Barron Trump eine unpolitische Figur. Trotz Melania Trumps Bemühungen, ihren Sohn aus dem politischen Rampenlicht herauszuhalten, geriet er immer wieder ins Visier der Medien. In dieser Zeit zeigte er Interesse am Fußball und schloss sich als Mittelfeldspieler der Jugendakademie von D.C. United an. Nach dem Auszug seines Vaters aus dem Weißen Haus zog Barron mit seiner Familie nach Florida und absolvierte im Mai 2024 seinen Abschluss an der Oxbridge Academy in West Palm Beach. Eine Einladung, bei der Republican National Convention 2024 als Delegierter für Florida aufzutreten, lehnte er ab. Im Juli desselben Jahres war er Mitbegründer eines Immobilienunternehmens, das nach dem Wahlsieg seines Vaters wieder aufgelöst wurde. Ein Zugewinn an republikanischen Stimmen unter jungen Männern wurde teils auf Barrons Einfluss zurückgeführt: Er soll der Kampagne geraten haben, gezielt Podcaster und Online-Influencer mit großer Reichweite in dieser Zielgruppe anzusprechen.

## Leben und Ausbildung

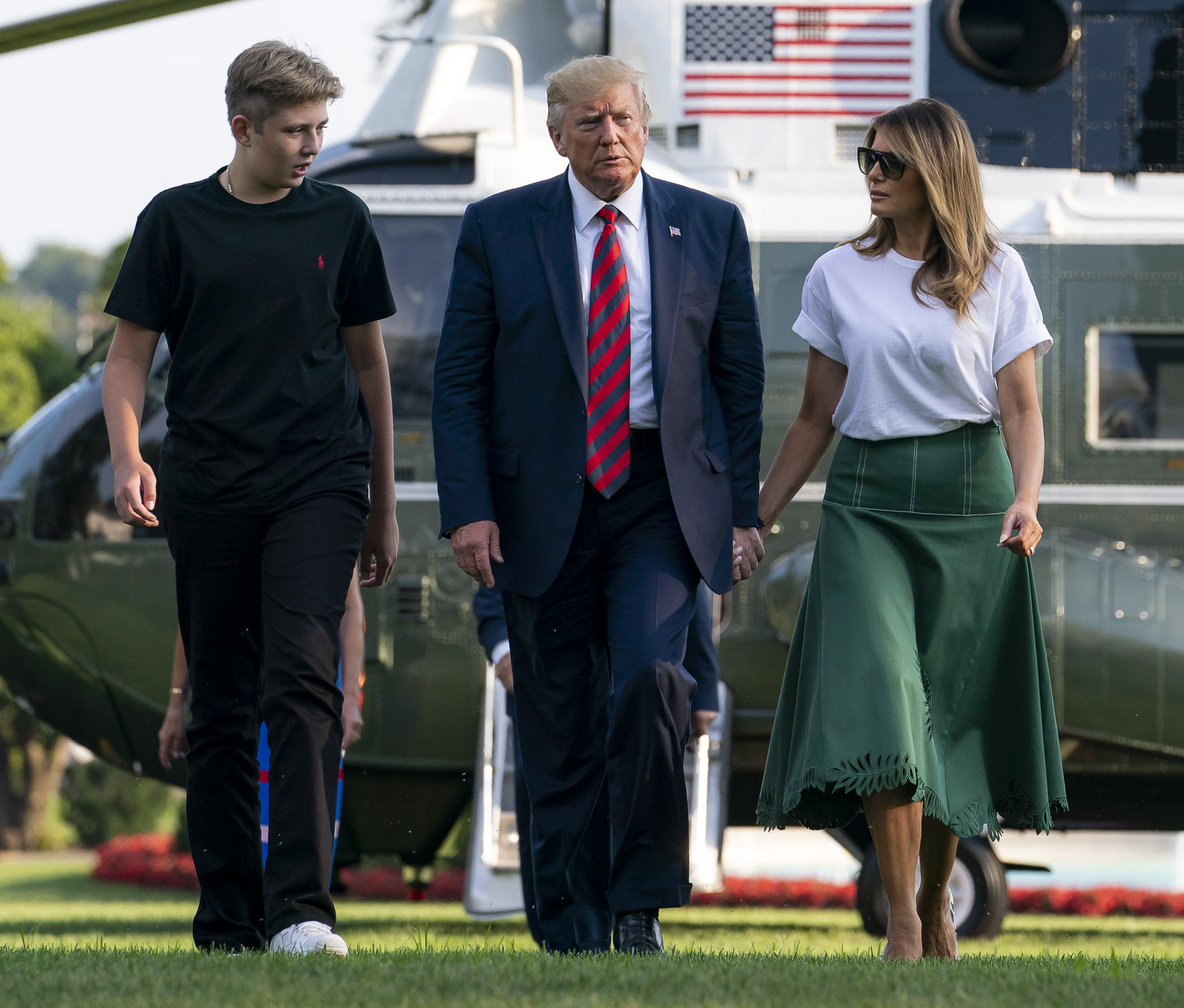
Trump mit seinen Eltern in 2019

Barron William Trump wurde am 20. März 2006 als Sohn von Donald Trump und Melania Knauss geboren. Er wurde in der Episcopal Church of Bethesda-by-the-Sea in Palm Beach, Florida, getauft. Barron wuchs im Trump Tower auf, wo er eine eigene Etage hatte, und besuchte die Columbia Grammar and Preparatory School für seine Grundschulausbildung. Er ist deutscher, schottischer und slowenischer Abstammung.
Als Donald Trump im August 2005 von Barrons Zeugung erfuhr, zeigte er sich überrascht. Donald Trump selbst hegt eine Faszination für den Namen „Barron“ oder „Baron“. Während einer Affäre mit Marla Maples bezeichnete er sich selbst als „der Baron“, später forderte er den Autor einer Fernsehserie über seine Immobilienkarriere auf, die Hauptfigur als ‚Barron‘ zu bezeichnen, und weiterhin nutzt er mindestens seit 1980 immer wieder das Pseudonym „John Barron“. Donald Trump wählte den ersten Vornamen seines Sohnes, während die Mutter seinen zweiten Vornamen wählte.
In einem Interview mit ABC News beschrieb Melania Trump ihren Sohn als „kein Jogginghosen-Kind“, das sich gelegentlich als sein eigener Vater verkleide und regelmäßig an Baseballspielen, Golfturnieren und Tennisstunden teilnehme. Laut der unautorisierten Melania-Trump-Biografie The Art of Her Deal aus dem Jahre 2020, die von der Biografin Mary Jordan veröffentlicht wurde, glaubten einige Freunde von Donald Trump, dass er nach Barrons Geburt das Interesse an Melania verloren habe.
Nachdem Donald Trump im November 2016 zum Präsidenten gewählt worden war, blieben Barron und seine Mutter zunächst noch sechs Monate in New York, damit er das Schuljahr abschließen konnte. In einem Interview mit People im September 2015 äußerte er sich besorgt, Freundschaften zu verlieren, wenn er nach Washington, D.C. umziehen müsste. Er war nach dem Umzug der erste Präsidentensohn seit John F. Kennedy Jr., der im Weißen Haus wohnte.
Barron zeigte sich gemeinsam mit seinen Eltern am 21. August 2017 auf dem Truman-Balkon des Weißen Hauses, um die Sonnenfinsternis zu beobachten. Im Februar 2020 sagte der amtierende Stabschef des Weißen Hauses, Mick Mulvaney, dass Präsident Trump regelmäßig Kontakt zu seinem Sohn halte.
Nach seinem Auszug aus dem Weißen Haus und nach der Niederlage bei den Präsidentschaftswahlen 2020 zog Donald Trump mit seiner Familie nach Mar-a-Lago. Im August 2021 begann Barron, die Oxbridge Academy in West Palm Beach in Florida zu besuchen. Barron schloss die Oxbridge Academy im Mai 2024 ab und begann im September 2024 ein Studium an der Stern School of Business der New York University – unter dem Schutz des United States Secret Service.

## Karriere

### Politik
In einem Interview sagte Donald Trump, sein Sohn berate ihn in politischen Fragen mit Interesse an Wirtschaftsfragen. Im März 2024 nahm Barron laut The Wall Street Journal an einem Treffen mit seinem Vater und den Geschäftsleuten Elon Musk und Nelson Peltz teil. Im April wurde Barron mit den Geschäftsleuten Patrick Bet-David und Justin Waller, dem MMA-Kämpfer Colby Covington und dem konservativen Bo Loudon in Mar-a-Lago fotografiert.
Im Mai wurde Barron eingeladen, gemeinsam mit seinen Brüdern Eric und Donald Jr. und seiner Schwester Tiffany bei der Republican National Convention 2024 als Delegierter für Florida anzutreten. Er lehnte die Einladung jedoch mit der Begründung ab, er habe „bereits andere Verpflichtungen“. Laut Daily Mail arrangierten Barron und Bo Loudon ein Interview zwischen seinem Vater und dem Influencer Adin Ross.
Barron trat im Juli 2024 bei einer Kundgebung mit seinem Vater in Doral, Florida auf. Laut ABC News fungierte er als eine Art „Podcast-Berater“ für Donald Trump. Er soll zahlreiche Vorschläge gemacht haben, um seinen Vater mit Podcastern und Online-Influencern zu vernetzen, die insbesondere bei jungen Männern beliebt sind. Seine Mutter erklärte später, Barron habe eine wichtige Rolle dabei gespielt, junge Wähler für Donald Trump zu gewinnen.
Barron war sowohl bei der Siegesrede seines Vaters nach der Präsidentschaftswahl 2024 als auch bei dessen zweiter Amtseinführung anwesend. Bei einer Veranstaltung im Rahmen der Amtseinführung 2025 erklärte Donald Trump, er sei auf Anregung seines Sohnes in einem Podcast von Joe Rogan aufgetreten – ein Auftritt, der seinem Wahlsieg maßgeblich geholfen habe.

### Wirtschaft
Im Juli 2024 war Barron Mitbegründer von Trump, Fulcher & Roxburgh Capital Inc., einem Immobilienunternehmen, das nach der Präsidentschaftswahl 2024 wieder aufgelöst wurde. Eine Neugründung während der zweiten Amtszeit seines Vaters war nicht vorgesehen. Im September wurde er von dem der Trump-Familie nahestehenden Krypto-Unternehmen World Liberty Financial als „DeFi-Visionär“ gelistet. Laut der New York Times betrachtete der Immobilieninvestor Steve Witkoff Barrons Rolle als Mittel, um ihn geschäftlich zu fördern und gleichzeitig eine Gegenposition zu sogenannten Memecoins zu schaffen. Die Times berichtete später, Barron habe seine Eltern dazu gedrängt, sich stärker im Bereich Kryptowährungen zu engagieren.

### Sport
Laut einem 2017 in der Washington Post erschienenen Artikel zählt Golf zu Barron Trumps Lieblingsbeschäftigungen; sein Vater spiele regelmäßig mit ihm. In seiner Kindheit spielte Barron außerdem Baseball im Central Park. Die New York Post berichtete, dass er sich auch für Fußball begeistere und Fan des FC Arsenal sei. Im September desselben Jahres trat er der Jugendakademie von D.C. United als Mittelfeldspieler bei.

## Öffentliches Bild

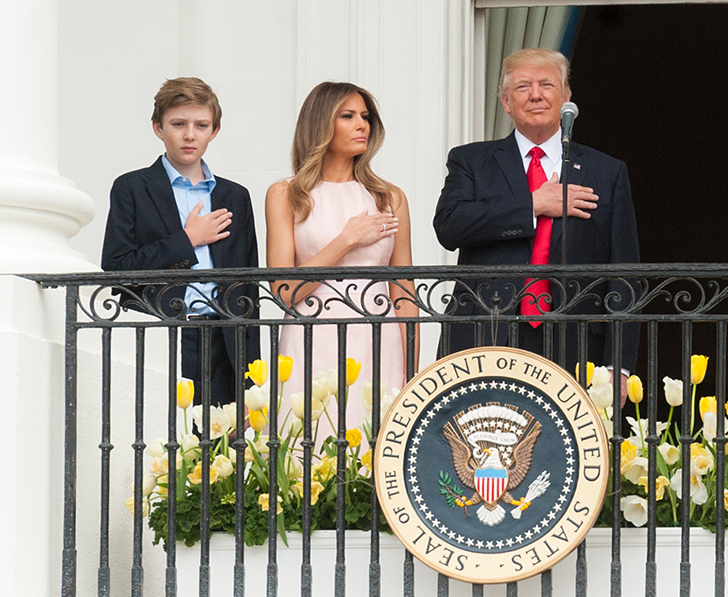
Die Trumps bei den Osterfeierlichkeiten 2017

Zwei Monate nach Barrons Geburt traten dessen Eltern in der Oprah Winfrey Show auf.
Seine Mutter wollte verhindern, dass die politische Karriere seines Vaters das Leben ihres Sohnes beeinflusst. Während seiner Schulzeit an der St. Andrew’s Episcopal School bemühte sich die Trump-Regierung, die öffentliche Aufmerksamkeit von Barron fernzuhalten. Die Journalistin Kate Andersen Brower äußerte, dass die öffentliche Kritik an Barron mitentscheidend dafür gewesen sei, ihn auf eine weiter vom Weißen Haus entfernte Schule zu schicken – statt auf die politisch prominente Sidwell Friends School mit progressivem Profil. Während der COVID-19-Pandemie blieb die St. Andrew’s School geschlossen.
Bei einer Kundgebung in Battle Creek, Michigan, im Dezember 2019 behauptete Donald Trump, sein Sohn Barron könne im Central Park ein größeres Publikum anziehen als Elizabeth Warren. Er lobte zudem Barrons technische Fähigkeiten: So nahm er ihn zu einer Veranstaltung in Las Vegas mit und sagte, Barron selbst hätte ein bessere Website für „HealthCare.gov“ entwickeln können. Auf der Conservative Political Action Conference 2022 erzählte Trump, sein Sohn könne mühelos seinen Computer entsperren.
Ein Video von Barron und seinem Vater, die schweigend den Taylor-Swift-Song „Blank Space“ hören, ging 2014 viral. Bei einer Veranstaltung ihrer „Be Best“-Kampagne im Jahr 2018 sagte Melania Trump, ihr Sohn habe keine Social-Media-Konten. Laut New York Times waren im Dezember 2020 über hundert Twitter-Konten in Barron Trumps Namen aktiv – Profile die als Satire gekennzeichnet sind, waren hier noch nicht mitgezählt. So erstellte ein privater Unterstützer seines Vaters aus Mechanicsburg, Pennsylvania eines der genannten Profile, gab sich über Twitter als Barron Trump aus und versuchte dort, Spenden zu sammeln, die er behalten wollte. Im Juni 2021 wurde die Person vom Federal Bureau of Investigation wegen Betrugs und Identitätsdiebstahls angeklagt.

## Privatleben
Aufgrund der slowenischen Herkunft seiner Mutter spricht Barron Trump fließend Slowenisch und hatte als Kind einen leichten slowenischen Akzent, der jedoch bis 2024 verschwand. Barron ist slowenischer Staatsbürger und besitzt somit die Staatsbürgerschaft der Europäischen Union; seine Mutter hatte die Staatsbürgerschaft für ihn beantragt und sie immer wieder erneuert. Melanias Eltern brachten ihm slowenische Lieder bei, und ihre Schwester Ines Knauss ist Barrons Patentante.
Über Barron Trumps Körpergröße wurde schon oft spekuliert. Fotos von Trump in Mar-a-Lago und bei Amalija Knavs' Beerdigung warfen die Frage nach Bildmanipulationen auf. Barrons Vater Donald gab an, er sei zwischen 2,01 m und 2,03 m groß.